# Чемпіонат Болгарії з футболу 1937
Державний чемпіонат Болгарії 1937 — 13-й сезон найвищого рівня футбольних змагань Болгарії. Чемпіоном вдруге став Левські (Софія).

## Перший раунд
| Команда 1                 | Рахунок | Команда 2               |
| ------------------------- | ------- | ----------------------- |
| Беліте орлі (Плевен)      | 4:1     | Цар Крум (Бяла Слатина) |
| Хаджи Славчев (Павликени) | 3:1     | ЖСК (Стара Загора)      |
| Левські (Софія)           | 7:1     | Левські (Дупниця)       |
| Владислав (Варна)         | 3:0     | Панайот Волов (Шумен)   |
| Левські (Русе)            | 3:0     | Бдин (Видин)            |
| Георгі Дражев (Ямбол)     | 3:2     | Чорноморець (Бургас)    |
| Ботев (Пловдив)           | 6:0     | Болгарія (Хасково)      |

## Другий раунд
Клуб Левські (Софія) пройшов до наступного раунду після жеребкування.
| Команда 1         | Рахунок | Команда 2                 |
| ----------------- | ------- | ------------------------- |
| Левські (Русе)    | 2:0     | Беліте орлі (Плевен)      |
| Владислав (Варна) | 1:0     | Георгі Дражев (Ямбол)     |
| Ботев (Пловдив)   | 4:0     | Хаджи Славчев (Павликени) |

## 1/2 фіналу
| Команда 1       | Рахунок        | Команда 2         |
| --------------- | -------------- | ----------------- |
| Левські (Русе)  | 1:1 1:1 дч 3:0 | Владислав (Варна) |
| Левські (Софія) | 1:0            | Ботев (Пловдив)   |

## Фінал
| Команда 1       | Заг. | Команда 2      | 1-й матч | 2-й матч |
| --------------- | ---- | -------------- | -------- | -------- |
| 3/5 жовтня 1937 |      |                |          |          |
| Левські (Софія) | 4:1  | Левські (Русе) | 1:1      | 3:0      |